# Allegany (villa)
Allegany es una villa ubicada en el condado de Cattaraugus en el estado estadounidense de Nueva York. En el año 2000 tenía una población de 1883 habitantes y una densidad poblacional de 1,038.7 personas por km².

## Geografía
Allegany se encuentra ubicada en las coordenadas 42°5′34″N 78°29′41″O / 42.09278, -78.49472.

## Demografía
Según la Oficina del Censo en 2000 los ingresos medios por hogar en la localidad eran de $35 000, y los ingresos medios por familia eran $51 354. Los hombres tenían unos ingresos medios de $39 844 frente a los $21 761 para las mujeres. La renta per cápita para la localidad era de $17 306. Alrededor del 18.8% de la población estaban por debajo del umbral de pobreza.